# Реакція МакМюррі
Реакція МакМюррі[джерело?] є органічною реакцією в яких двоє кетонів або альдегідних груп поєднуються до форми алькену за допомогою титану chloride, що складається з титану(ІІІ) хлориду і регенеруючого агента. Реакція названа на честь її засновника Джона І. МакМюррі. реакція орієнтовно уможливлює використання змішаних TiCl3 і LiAlH4, які виробляють активні реагенти. Related species мають бути розроблені за допомогою комбінації TiCl 3 або TiCl 4 з різними іншими хімічними агентами, включаючи potassium, zinc, і magnesium.[1][2] Ця реакція пов'язана з Pinacol coupling reaction, які також беруть участь в позитивних coupling of carbonyl compounds.Механізм реакції

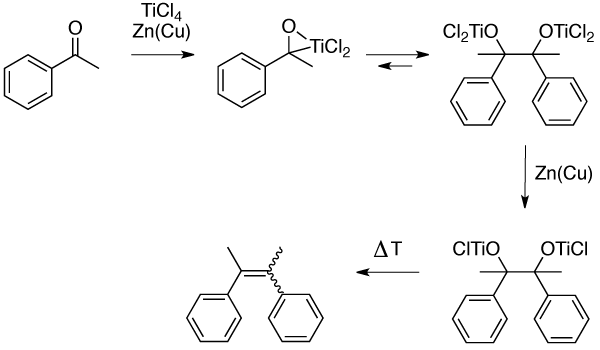
Запропонований механізм, коли TiCl _{4} і Zn(Cu) використовуються для сполучення бензофенону, як запропоновано в посиланні. Зауважте, що механізм може відрізнятися при використанні різних умов.

## Передумови та сфера застосування
Оригінальна публікація Мукаями продемонструвала відновне сполучення кетонів з використанням відновлених титанових реагентів. МакМуррі[уточнити термін] та Флемінг з'єднали ретиналь для отримання каротину за допомогою суміші трихлориду титану та алюмогідриду літію. Інші симетричні алкени були отримані подібним чином, напр. з дигідроціветону, адамантанону і бензофенону (останній дає тетрафенілетилен). Реакція Мак-Муррі[уточнити термін] з використанням тетрахлориду титану та цинку використовується для синтезу молекулярного двигуна першого покоління.

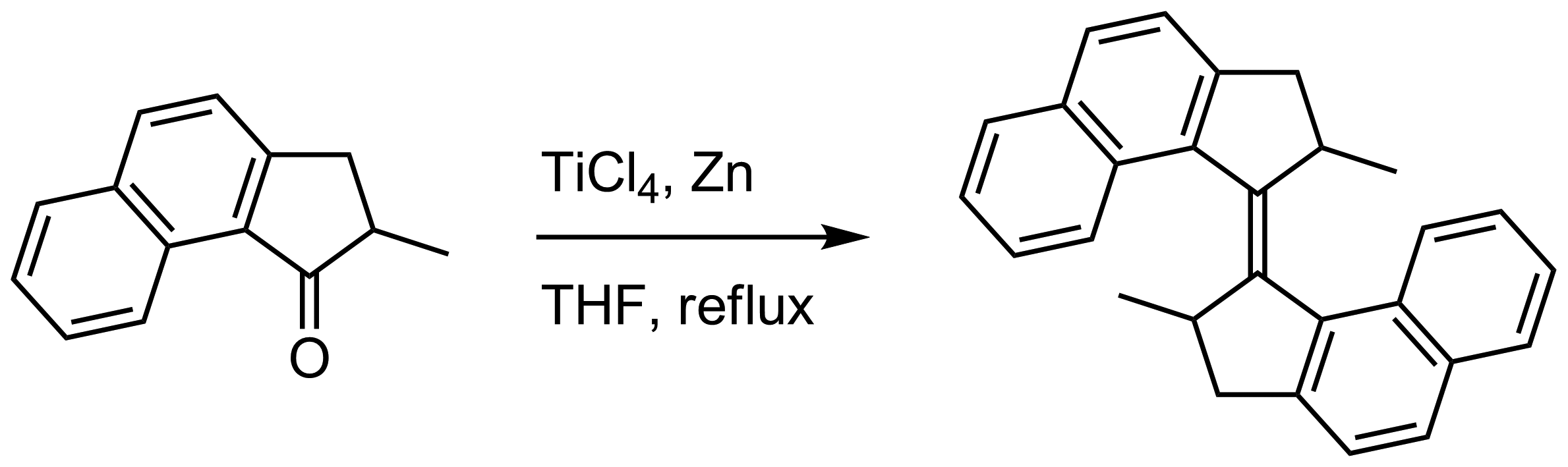
Зчеплення Мак-Муррі з молекулярним двигуном